# کاظم بودوق
کاظم‌بودوق (به لاتین: Kazmabudug) یک منطقه مسکونی در جمهوری آذربایجان است که در شهرستان قوبا واقع شده است.